# Scopula nigrocandida
Scopula nigrocandida är en fjärilsart som beskrevs av George Duryea Hulst 1898. Scopula nigrocandida ingår i släktet Scopula och familjen mätare. Inga underarter finns listade.